# Arauca (település)
Arauca a kolumbiai Arauca megye székhelye.

## Földrajz
A város Kolumbia középpontjától északkeletre található, Arauca megye északi szélén, az Arauca folyó jobb partján. A folyó ezen a szakaszon Kolumbia és Venezuela határát alkotja. Araucával szemben a határ túloldalán El Amparo de Apure város fekszik, a két települést híd köti össze.
Éghajlata trópusi, az éves átlaghőmérséklet 26,8 °C, a hőingás igen kicsi: a legmelegebb és a leghűvösebb hónapok (március és július) átlaghőmérséklete között alig több mint 2 °C a különbség. Az éves csapadékmennyiség 1600 mm körüli, ennek legnagyobb része nyáron hull, a tél viszont viszonylag száraz.

## Népesség
Ahogy egész Kolumbiában, a népesség növekedése Araucában is gyors, ezt szemlélteti az alábbi táblázat:
| Év   | Lakosság |
| ---- | -------- |
| 1993 | 38 916   |
| 2005 | 62 634   |

## Története
A területen már 1534-ben, 1537-ben és 1538-ban is jártak európai, méghozzá német származású emberek, miközben a rejtélyes Eldorádót keresték: személy szerint Georg Hohermut von Speyer (spanyolosan: Jorge de Espira), Nikolaus Federmann (Nicolás de Federmán) és Philipp von Hutten (Felipe de Hutten). 1541-ben Hernán Pérez de Quesada is eljutott az araucai szavannákra, 1628-ban pedig Alonso Pérez de Guzmán is járt a vidéken. A jezsuita hittérítők 1625-ben érkeztek meg, akik a Real Audienciától kérték, hogy juttasson nekik földeket a Casanare folyó partjain: itt több nagy állattartó haciendát is megalapítottak, például a Caribabare, a Tocaría, a Patute, a Cravo és a Cririchama nevűeket.
A jezsuiták 1767-es kitiltása után bevándorlók indultak meg a területre, egyrészt az állattartás szempontjából kedvező körülmények miatt, másrészt azért, mert szükség volt egy találkozási pontra az Új-granadai Alkirálysághoz tartozó casanarei llanók és a Venezuelai Kapitánysághoz tartozó Barinas között. Arauca települést 1780. december 4-én alapította a közeli venezuelai Barinas tartományból érkező Juan Isidro Daboín pap és társa, Antonio Useche, miután Daboín megkapta az engedélyt Casanare tartomány kormányzójától, Joseph Caicedótól. Rögtön megkezdték lakóházak és egy templom építését, majd 1784-ben a helyszínre érkezett Joaquín Pedreros érsek, aki Antonio Caballero y Góngora alkirály nevében megalapította a Santa Bárbara de Arauca alplébániát. 1810-ig a venezuelából érkező telepesek több mint 20 föld iránti kérelmet nyújtottak be a kormányzósághoz, ennek megfelelően a lakosság is növekedett: míg 1784-ben mintegy 100 lakót írtak össze, hat évvel később már 207-et.
Az első téglatemplom építése a 19. század elején kezdődött meg: 15 670 pesós költségéből 10 764 pesót a lakosságtól szedtek be. A függetlenségi háború eseményeinek következtében a környék lakossága lecsökkent, de Arauca városa 1843-ra így is 3599 főt számlált. Miután aláírták azt a szabadkereskedelmi egyezményt, amely lehetővé tette az Orinocón történő szabad szállítmányozást, számos venezuelai, európai (főleg olasz és francia) és közel-keleti (török, szír, libanoni és palesztin) ember érkezett meg Araucába, ahol egy kikötő működött az Orinoco mellékfolyóján, az Araucán. A Ciudad Bolívarból érkező hajók visszafelé főként marhabőrt és egyéb állati termékeket szállítottak a térségből.
Az élénk kereskedelemnek köszönhetően 1889-re a város népessége közel 6000 főre nőtt, ám 1899-ben Cipriano Castro lett Venezuela elnöke, aki megszüntette a szabad kereskedelmet az Orinocón, ráadásul Kolumbiában ezekben az években dúlt az ezernapos háború is, így Arauca fejlődése megtorpant. Az elégedetlenség lázadásokhoz vezetett: 1910-ben Luis Felipe Laverde, 1916-ban Humberto Gómez vezetésével tört ki felkelés. Előbbi célja a boyacái fennhatóság alól történő „felszabadulás”, utóbbié egy „uribei köztársaság” kikiáltása lett volna. A helyzet rendezésének érdekében Carlos Eugenio Restrepo elnök 1911-ben létrehozta az Araucai speciális komisszariátust, amelynek székhelyévé Araucát tette, később pedig felépült az úgynevezett Camino del Sarare nevű út, amely Araucát Észak-Santanderrel kötötte össze Venezuela elkerülésével.
A 20. század elején súlyos járványok (malária, szifilisz, beriberi, vérhas) sújtották a lakosságot, a csecsemőhalandóság pedig 1913-ra elérte a 65 százalékot is, ezért 1920-ban kórházat nyitottak a településen. A következő években a városi infrastruktúrát tovább is fejlesztették, de az Arauca folyó áradásai megakadályozták a város nagyobb léptékű terjeszkedését. 1967-ben adták át a José Antonio Páez hidat, amely Venezuelával köti össze a várost. Ekkor Araucának már nagyjából 20 000 lakosa volt, ez a szám pedig a következő években jelentősen emelkedett, újabb és újabb városrészek épültek. További bevándorlók érkeztek Kolumbia más részeiről, miután 1983-ban olajat tártak fel a közeli Caño Limón térségében. A jelentős olajbevételeknek köszönhetően lehetőség nyílt többek között árvízvédelmi gátak, csatornák és sportlétesítmények felépítésére is.

## Turizmus, látnivalók, kultúra
A városban nem található túl sok turisztikai látnivaló. A központban terül el a Bolívar park, amely mellett áll a Szent Borbála-székesegyház. Több emlékmű is található a városban, például a ló és a lovas emlékműve, valamint a roedóhoz hasonló, helyben népszerű coleo emlékműve. A közelben lehetőség van meglátogatni néhány állattartó telepet is. Arauca egyik jellegzetessége a joropo nevű tánc.

## Képek

A város térképe
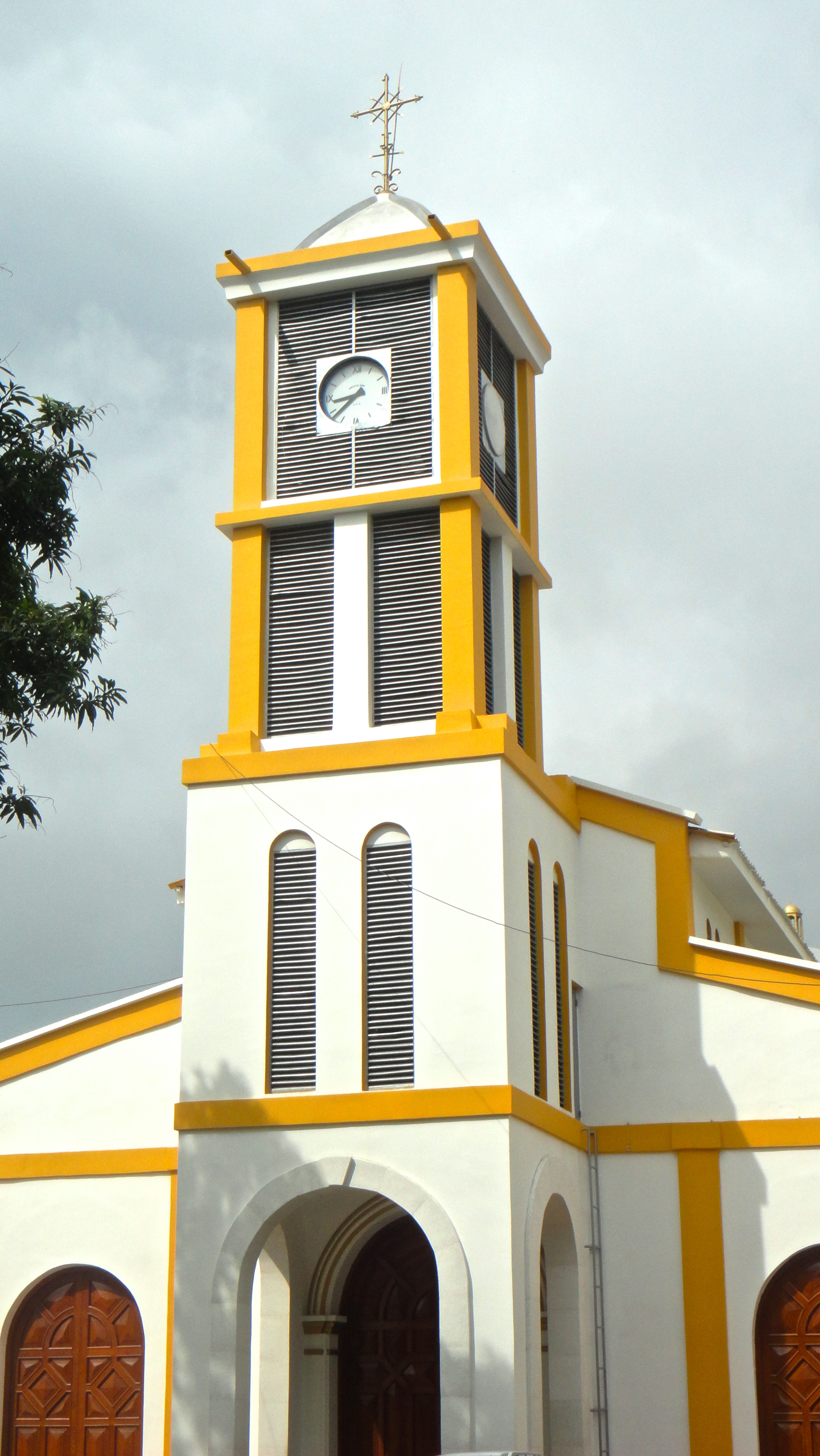
A Szent Borbála-székesegyház
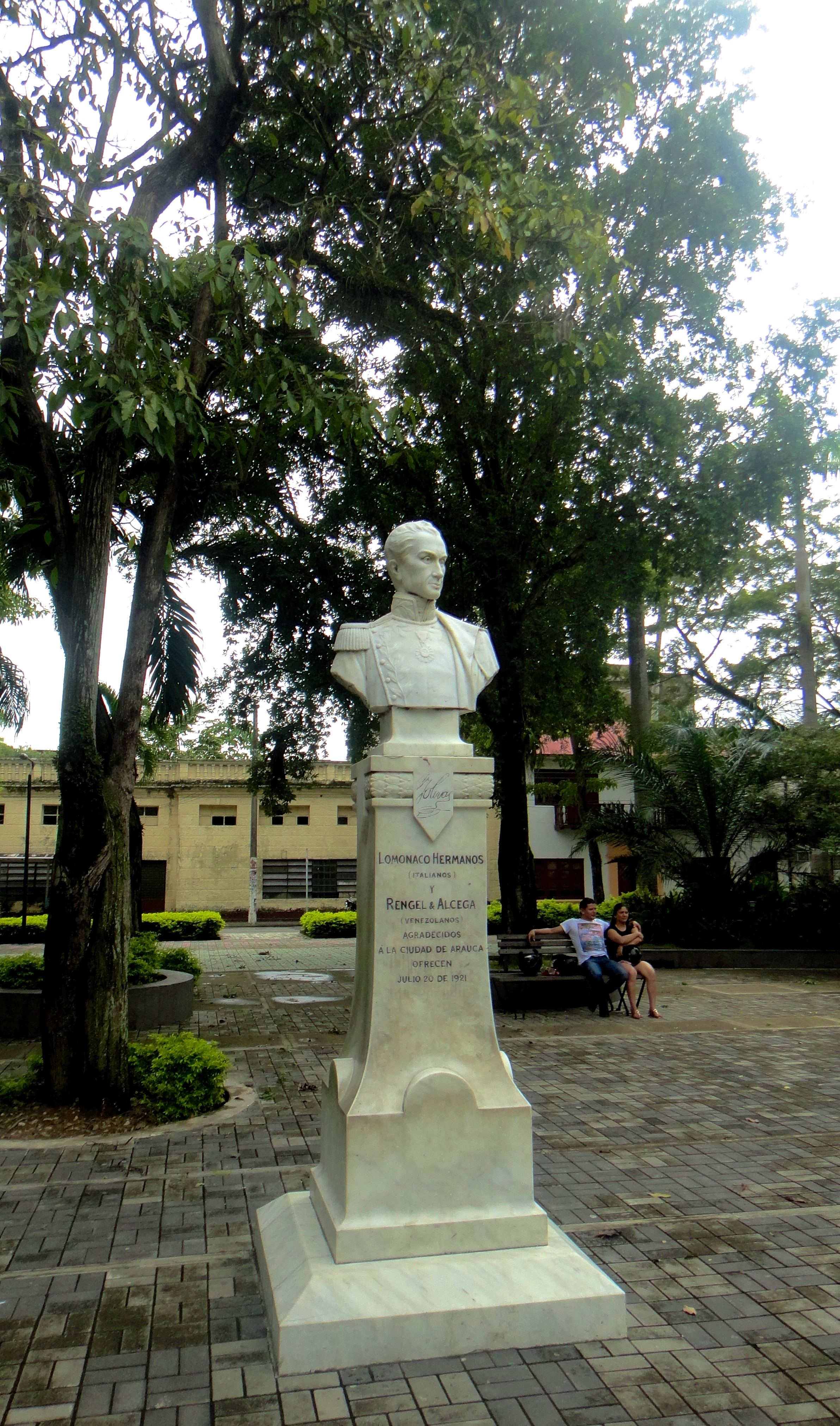
Simón Bolívar emlékműve
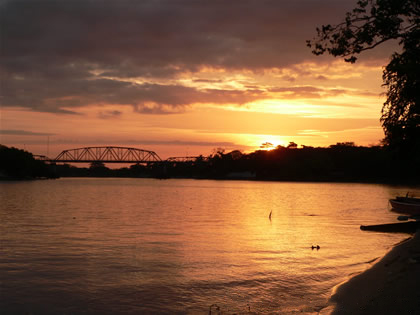
Híd a városnál az Arauca folyó fölött